# Інжиніринг
Інжиніринг (англ. engineering, нім. Engineering) — набір способів та методів, які компанія, підприємство, фірма використовує для проєктування власної діяльності.
В традиційному розумінні — це інженерно-консультативні послуги, пов'язані з підготовкою виробничого процесу, або послуги із забезпечення нормального перебігу процесу виробництва та реалізації продукції. Інжинірингові послуги зазвичай надають спеціалізовані інженерно-консультаційні (інжинірингові) фірми. Інколи їх надають будівельні та виробничі компанії. 
Усі різноманітні види інжинірингових послуг можна поділити на дві групи:
- послуги, пов'язані з підготовкою виробничого процесу (передпроєктні, проєктні, післяпроєктні і спеціальні послуги);

- послуги щодо забезпечення ефективності наявного виробництва та реалізації виготовленої продукції (роботи, спрямовані на оптимізацію процесів експлуатації, поліпшення функціонування технологічних ліній, залучення до інформаційних систем, поліпшення матеріально-технічного постачання, менеджменту та маркетингу, підбору і підготовки кадрів, а також поради з фінансової політики).

Інжиніринг як багатоцільовий інструментарій співробітництва, створює можливості для взаємодії на різних стадіях спорудження, підготовки та функціонування об'єктів виробництва. Звідси можемо зробити висновок про існування циклу інжинірингу.
Цикл інжинірингу охоплює:
- дослідження певної ринкової ситуації;
- проєктування та розроблення робочих технічних документів;
- супроводження та надання післяпроєктних послуг, рекомендацій щодо виробничого обслуговування проєкту.

Інжиніринг здійснюється на комерційній основі, і оскільки на світовому ринку працює значна кількість компаній, які спеціалізуються на послугах інжинірингу, вартість послуг достатньо прозоро визначається суспільно необхідними витратами.
Через те, що інжиніринг передбачає велику кількість різноманітних послуг, які входять до категорії інжинірингових, інжинірингові фірми спеціалізуються за напрямками.
У міжнародній практиці виділяють такі види інжинірингових фірм:
- інженерно-консультаційні — надають послуги без наступного постачання обладнання;
- інженерно-будівельні — можуть надавати весь перелік послуг, які пов'язані зі створенням промислових та інших об'єктів на умовах «під ключ»;
- консультативні — надають послуги з керування підприємствами, стосовно комп'ютерних технологій, організації виробництва, збуту, фінансів;
- інженерно-дослідницькі — зосереджуються на розробці технологічних процесів та технологій виробництва нових матеріалів.

При великомасштабному будівництві застосовують комплексний інжиніринг — сукупність послуг та постачань, необхідних для будівництва промислового підприємства або об'єкта інфраструктури.
Комплексний інжиніринг передбачає:
- консультаційний (чистий) інжиніринг — проєктування об'єкта, розробка планів будівництва та контролю за проведенням робіт;
- технологічний інжиніринг — надання замовнику технологій, потрібних для будівництва об'єкта та його експлуатації (передача промислового досвіду та знань, надання технології та патентів);
- будівельний або загальний інжиніринг — проєктування, постачання обладнання, монтаж.

Інжинірингові послуги можуть мати різний ступінь глибини розроблення:
- базисний інжиніринг — це підготовка попередніх досліджень та маркетингових оцінок (створення ген.планів, оцінка загальної вартості проєктів тощо);
- детальний інжиніринг — це розроблення докладної технічної документації, робочих креслень, комплексних планів роботи підприємства.